# 臺灣管樂團
臺灣管樂團（英語：Taiwan Wind Ensemble）創立於2004年2月，由前「國立臺灣交響樂團附設管樂團」之部分團員及國內管樂之青年好手組成。

## 歷史
創團音樂會於2004年5月在臺北新舞臺及桃園舉行，由指揮家陳澄雄先生率團演出，並與名小號家葉樹涵及單簧管演奏家何康國博士合作協奏曲，受到各界熱烈的支持。之後，受邀至「嘉義市第13屆國際管樂節」演出。2005年二度獲邀在「臺灣管樂協會盃管樂大賽」中演出示範音樂會。
為提升樂團之專業發展，2005年7月特邀何康國博士擔任音樂總監。2006年7月應邀赴香港演藝學院演奏廳訪問演出，後受邀至澳門參加「2006亞太管樂節」作示範演出。2005年起陸續邀請作曲家趙菁文、李子聲、鍾耀光、陳俞州等人為樂團創作新曲發表。
2008年曾與日本島根縣教師管樂團、日本大宮市民管樂團進行「中日交流音樂會」。2008年9月起，邀請「台灣管樂之父」秋山紀夫擔任音樂總監。

## 奬項
2009年、2011年至2014年皆獲選為行政院文化建設委員會（現更名為文化部）分級獎助計畫（扶植團隊）一員。

## 歷年重要演出紀錄
| 年份／月 | 節目名稱               | 指揮／獨奏家                                                     | 演出地點                                                           |
| 2004／5  | 創團音樂會             | 指揮：陳澄雄（台北）、周雯雯（桃園） 小號：葉樹涵 單簧管：何康國 | 台北新舞台、平鎮市文化社教中心                                     |
| 2005／1  | 極瀞之音               | 指揮：許瀞心                                                     | 嘉義市文化中心音樂廳、雲林縣、台北中山堂                           |
| 2005／4  | 歎衛觀止               | 指揮：多彌尼克•蓋勃勒（Dominique Gable）、周雯雯 小號：何忠謀    | 三重市立綜合體育館、宜蘭市蘭陽女中大禮堂                           |
| 2005／10 | 台灣之聲               | 指揮：張己任                                                     | 新竹市演藝廳、台中港區藝術中心、國家音樂廳                         |
| 2005／12 | 天方夜譚               | 指揮：周雯雯                                                     | 台中市明德女中                                                     |
| 2006／4  | 無絃歌                 | 指揮：何康國                                                     | 新竹縣演藝廳、臺中市霧峰區國立臺灣交響樂團演藝廳、臺北市國家音樂廳 |
| 2006／7  | 亞太管樂節             | 指揮：陳澄雄                                                     | 香港、澳門                                                         |
| 2006／7  | 江文也紀念音樂會       | 指揮：張己任、周雯雯                                             | 三芝區公所廣場                                                     |
| 2006／7  | 節慶－鍾耀光的管樂世界 | 指揮：鍾耀光                                                     | 臺中市中山堂、台南成功大學學生活動中心成功廳、國家音樂廳           |
| 2007／6  | 金色角落               | 指揮：周雯雯 鋼琴：林欣潔                                        | 國家音樂廳、員林演藝廳、清華大學大禮堂                             |
| 2007／10 | 情定法蘭西             | 指揮：郭聯昌 鋼琴：諸大明、蔡世豪                                | 國家音樂廳、宜蘭縣演藝廳、台中市中興堂                             |
| 2006／12 | 臺灣舞曲Ⅰ ─ 管樂新紀元 | 指揮：周雯雯、許雙亮、陳俞州                                     | 台北市中山堂                                                       |

## 外部連結
- 【臺灣管樂團‧Taiwan Wind Ensemble】:
- 痞客邦的臺灣管樂團官方部落格 （页面存档备份，存于）